# Camp de concentració de Westerbork
El camp de concentració de Westerbork (neerlandès Kamp Westerbork, alemany Durchgangslager Westerbork) fou un camp de concentració de trànsit i internament situat a Hooghalen, al municipi de Midden-Drenthe (Drenthe), al nord-est dels Països Baixos. Era controlat pel Tercer Reich per a concentrar la població jueva durant l'Holocaust de la Segona Guerra Mundial.

## Creació
Westerbork havia estat obert pel govern neerlandès com a Centraal Vluchtelingenkamp Westerbork (centre d'internament) l'octubre de 1939 per als jueus que havien fugit principalment d'Alemanya, però també d'Àustria, Txecoslovàquia i Polònia, quan els seus països foren incorporats al Tercer Reich.
Quan els nazis van envair els Països Baixos, el 1941, el van utilitzar per a concentrar la població jueva, la qual van començar a deportar a partir de juny de 1942, com a part de l'Operació Reinhard, cap als camps de Polònia. També hi deportaren uns 400 gitanos i, al final de la guerra, unes 400 dones del moviment de resistència.
Entre juliol de 1942 i setembre de 1944, gairebé tots els dimarts un tren de càrrega sortia cap als camps d'Auschwitz-Birkenau, Sobibor, Bergen-Belsen i Theresienstadt. Els alemanys van deportar 60.000 jueus neerlandesos des de Westerbork cap a Auschwitz, 34.000 cap al camp d'extermini de Sobibor, 5.000 cap a Theresienstadt i 4.000 cap a Bergen Belsen, en un total de 93 trens. Només 5.200 d'ells van sobreviure, la majoria d'ells a Theresienstadt o Bergen-Belsen, o foren alliberats a Westerbork.

## Personalitats
Anne Frank i la seva família van estar d'agost a setembre de 1944 en aquest camp, i foren deportats en l'últim tren cap a Auschwitz.
Etty Hillesum va treballar com assistent i infermera en aquest camp de concentració del 30 de juliol de 1942 fins al 7 de setembre de 1943. Va tornar una dotzena de vegades a Amsterdam portant clandestinament cartes i missatges dels presoners. Va començar sentir-se solidària amb la persecució soferta pels altres jueus i va començar un camí d'interiorització que va expressar amb gran profunditat en els seus diaris.
L'actriu de cinema i cantant de cabaret alemanya Dora Gerson va ser internada a Westerbork amb la seva família abans de ser traslladada a Auschwitz.
La filòsofa alemanya Edith Stein també fou internada a Westerbork abans de ser traslladada a Auschwitz, on va morir el 9 d'agost de 1942.

## Tancament
La 2a Divisió d'Infanteria Canadenca va alliberar els diversos centenars de presoners que hi restaven el 12 d'abril de 1945. Els primers soldats del campament eren del 8è Regiment de Reconeixement, seguit per les tropes del Regiment de Saskatchewan Sud.
Després del seu ús en la Segona Guerra Mundial, el camp de Westerbork va ser usada com a camp de càstig per a suspectes de col·laboració amb els nazis i posteriorment hi foren allotjats els neerlandesos que van fugir de les Índies Orientals Neerlandeses (Indonèsia). Entre 1950 i 1970, el campament va ser reanomenat Kamp Schattenberg i utilitzat per acollir refugiats procedents de les Illes Moluques.
A la dècada de 1970, el camp va ser enderrocat. A prop del lloc hi ha ara un museu i els monuments en record dels deportats i morts durant la Segona Guerra Mundial. El campament és de lliure accés.
El Westerbork Synthesis Radio Telescope (WSRT) va ser parcialment construït en el lloc del campament el 1969.

## Galeria

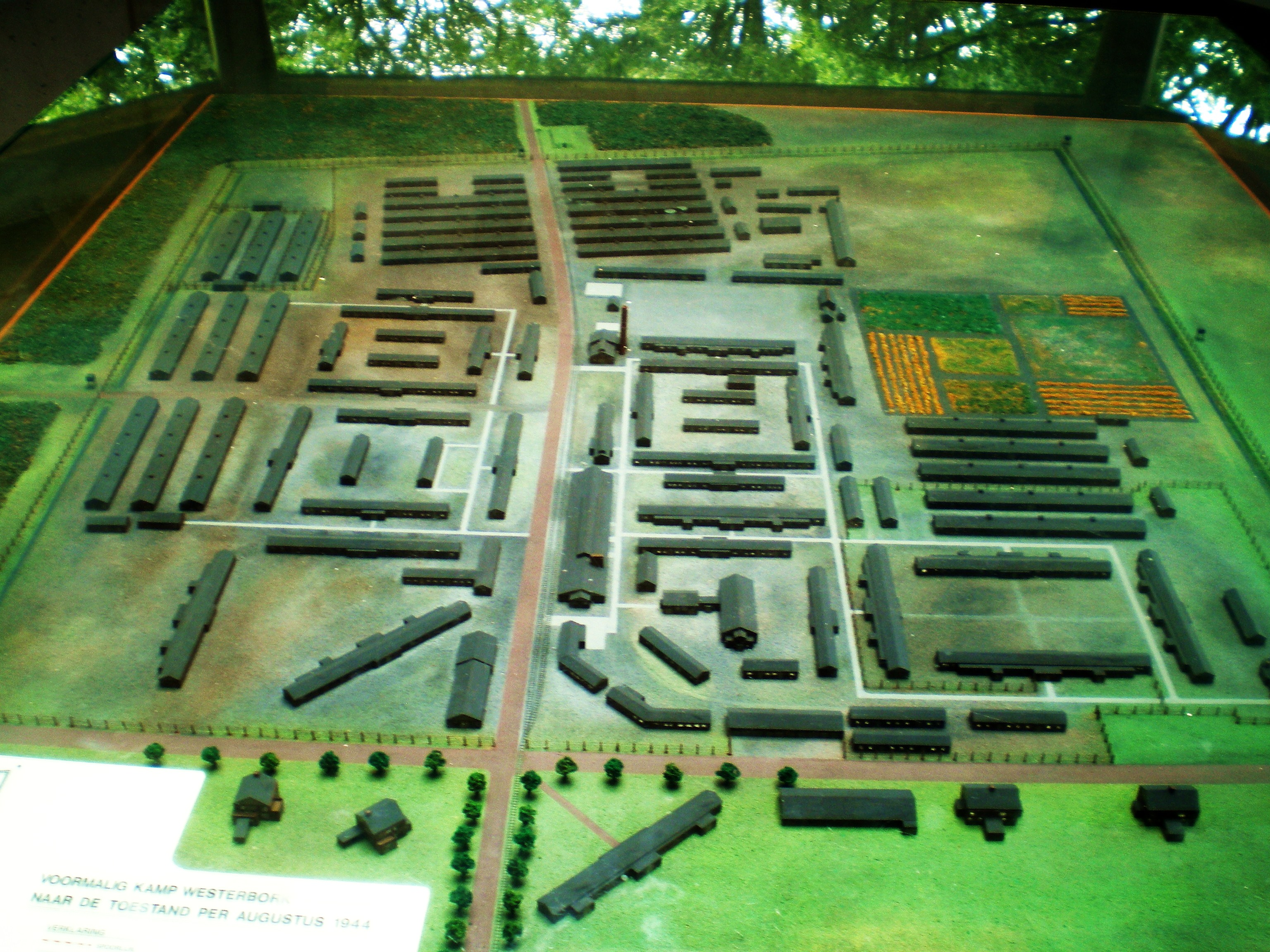
Maqueta model del camp de Westerbork
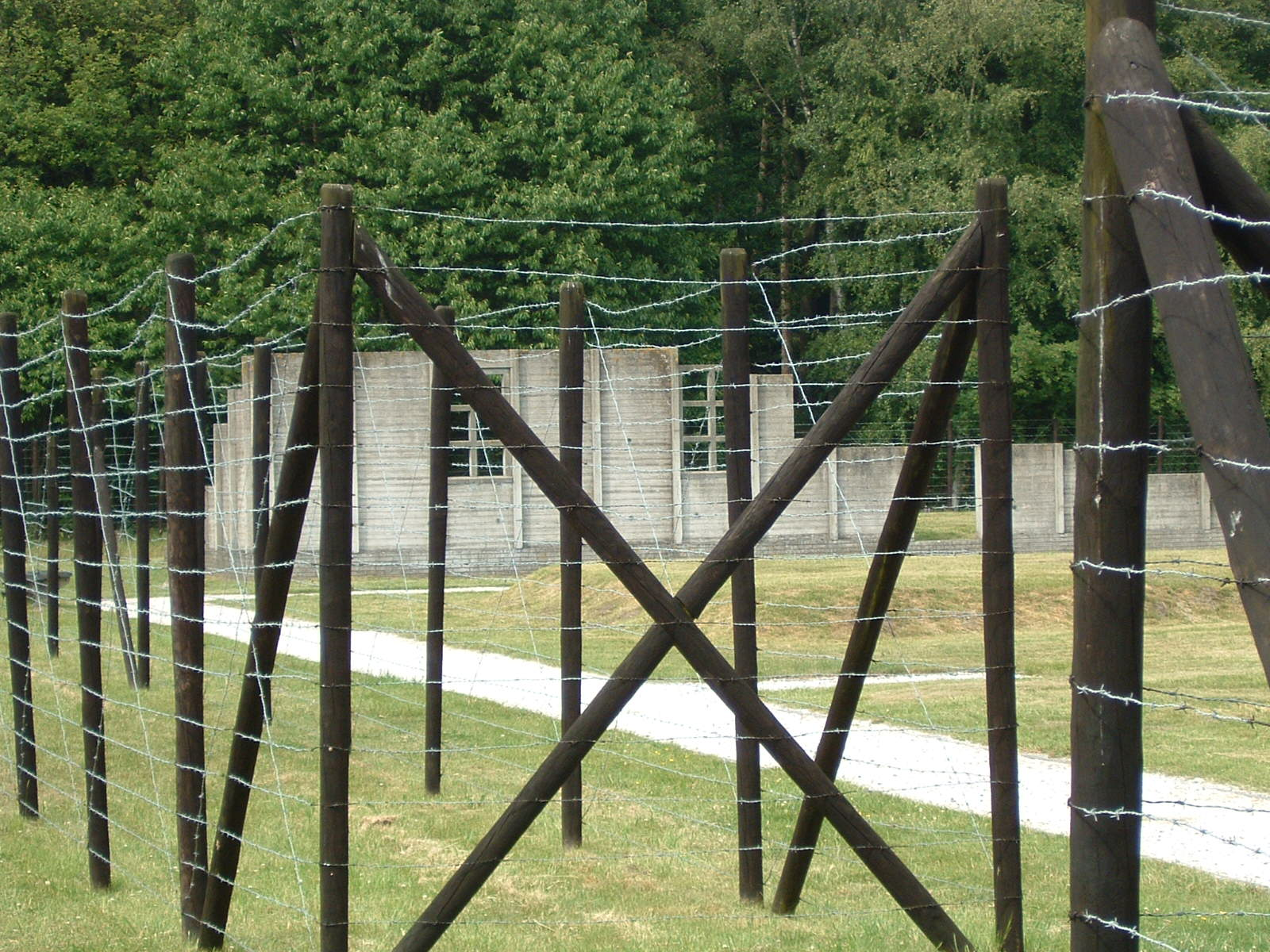
La barraca parcialment reconstruïda on va estar detinguda Anne Frank a Westerbork
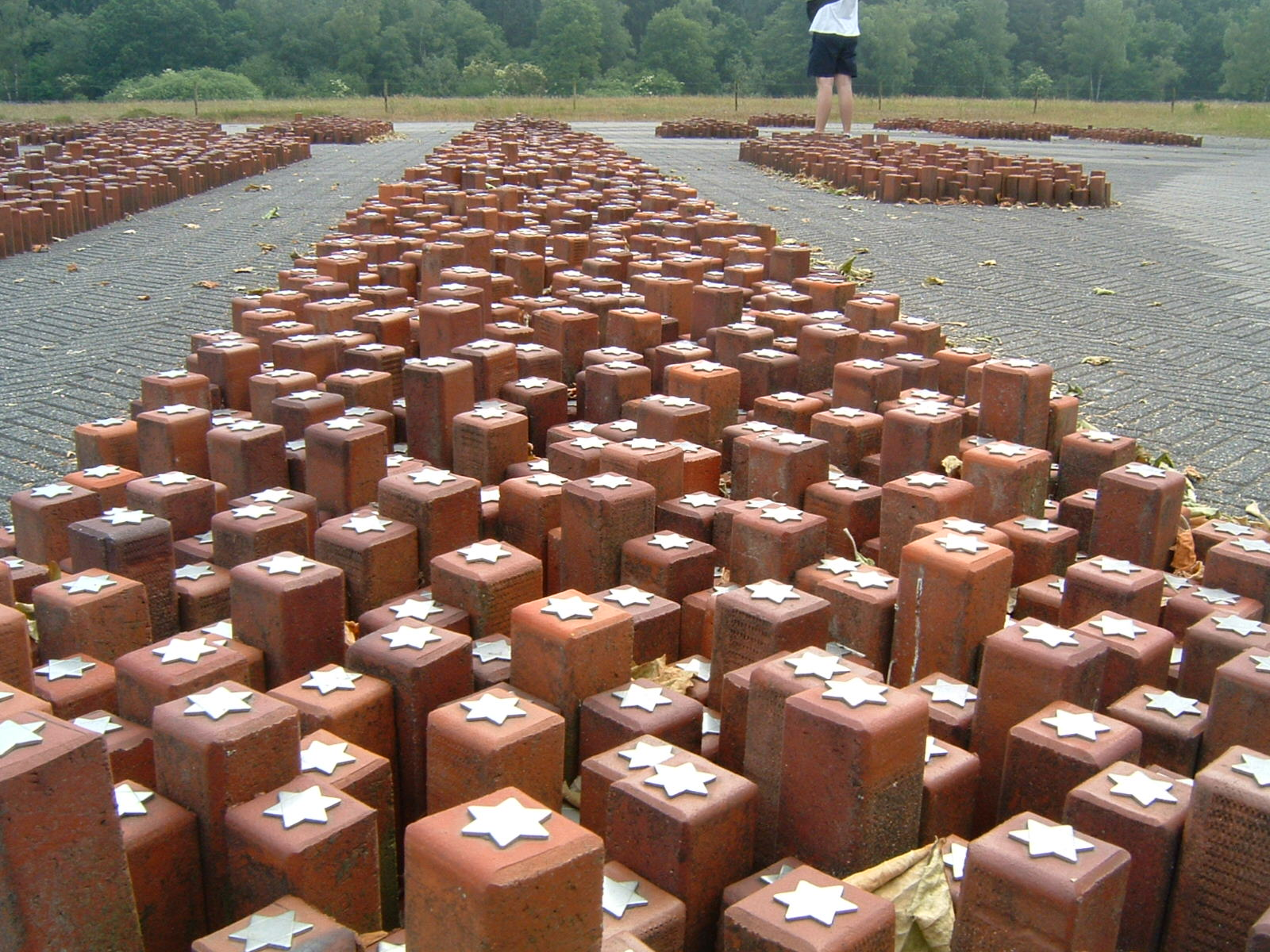
Monument a Westerbork, cada pedra simbolitza una persona que va passar pel camp de Westerbork